# 李江 (1970年4月)
李江（1970年4月—），汉族，四川渠县人，中国共产党党员。中华人民共和国政治人物。

## 生平
曾任四川省委教育工委书记，教育厅厅长、党组书记。2021年出任中共遂宁市委员会书记。2024年7月，调离遂宁，转任四川省经济合作局党组书记。